# Giuseppe Bisi

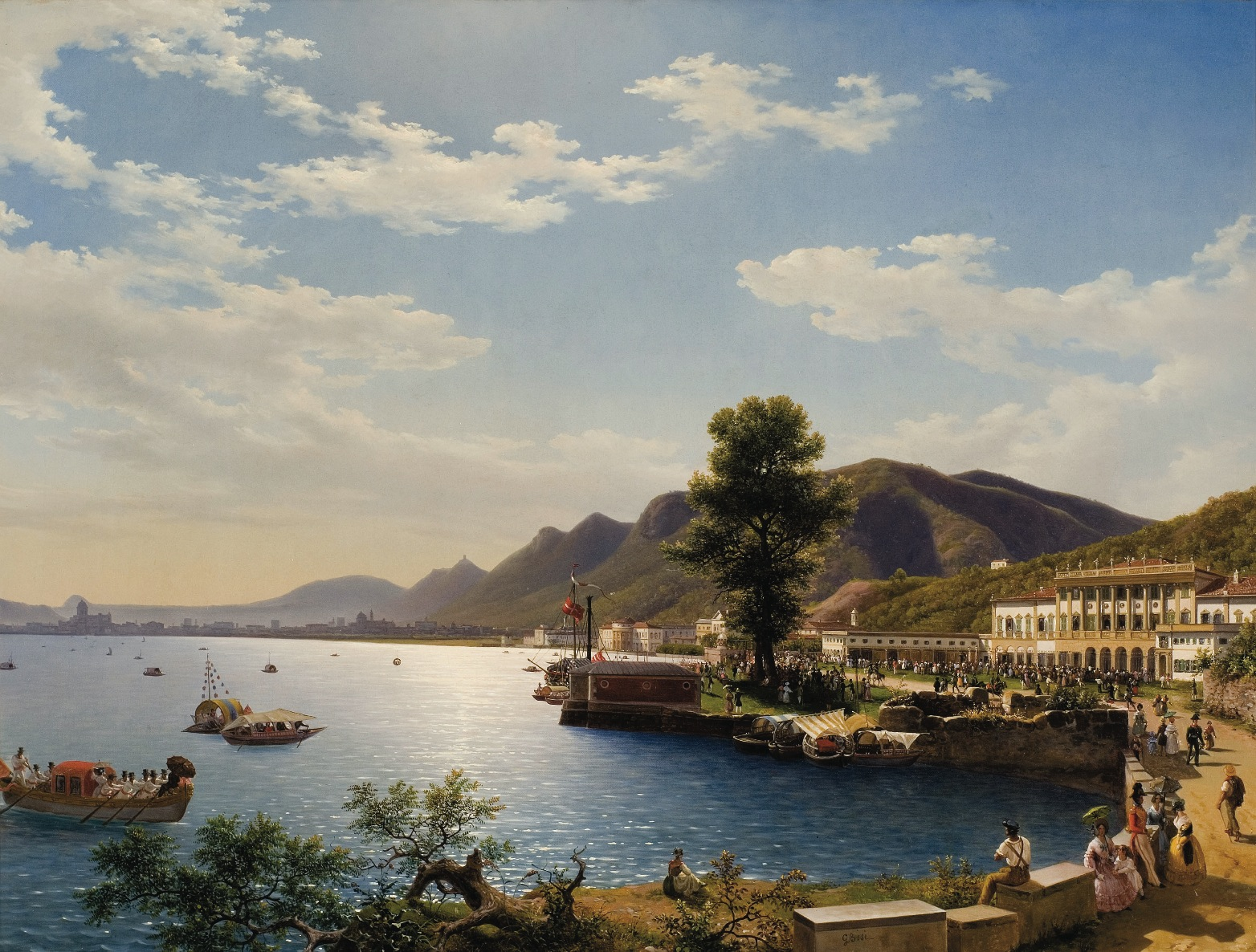
Giuseppe Bisi, 1838: Villa Olmo a Como.

Giuseppe Bisi (Genova, 10 aprile 1787 – Varese, 28 ottobre 1869) è stato un pittore italiano.

## Biografia
Figlio del pittore e plasticatore Tommaso Bisi (Genova 1758 - Milano 2 dicembre 1826). Essenzialmente pittore paesaggista, Giuseppe Bisi delineò un proprio modo pittorico in cui la natura è osservata semplicemente nella sua quotidianità, nonostante l'epoca, in cui l'artista visse la sua giovinezza artistica, evocasse atmosfere più marcatamente romantiche.
Nel 1829 compì un viaggio di studio a Roma che gli fornì lo spunto per soggetti di paesaggio laziale.

Tornato a Milano vi consolidò la sua notorietà ed il successo. Nel 1838 ottenne la cattedra di Pittura del paesaggio, appena istituita all'Accademia di Brera.
Fratello di Michele, fu marito dell'artista Ernesta Legnani, che aveva sposato nel 1811 dalla quale ebbe nove figlie. Anche le figlie Raffaela, Antonietta e Fulvia, e il nipote Luigi furono pittori.

## Opere
- Veduta di Genova dall'alto (1825), Galleria d'Arte Moderna, Milano
- Veduta del porto di Genova (1826)
- Veduta di Castel Gandolfo (1830)
- Orlando e Rodomonte
- Paesaggio con bagnanti
- Veduta di Torno (1860)